# Foot-Ball Club Luino 1949-1950
Questa voce raccoglie le informazioni riguardanti il Foot-Ball Club Luino nelle competizioni ufficiali della stagione 1949-1950.

## Rosa
| N. |                   | Ruolo | Calciatore      |
| -- | ----------------- | ----- | --------------- |
|    | Italia (bandiera) | C     | C. Airaghi      |
|    | Italia (bandiera) | D     | D. Aretola      |
|    | Italia (bandiera) | D     | A. Beretta      |
|    | Italia (bandiera) | A     | Mario Borra     |
|    | Italia (bandiera) | A     | P. Caretti      |
|    | Italia (bandiera) | C     | E. Colombi      |
|    | Italia (bandiera) | A     | Carlo Di Tullio |
|    | Italia (bandiera) | D     | A. Fontana      |

| N. |                   | Ruolo | Calciatore    |
| -- | ----------------- | ----- | ------------- |
|    | Italia (bandiera) | A     | R. Leva       |
|    | Italia (bandiera) | A     | G. Luini      |
|    | Italia (bandiera) | P     | B. Macchi     |
|    | Italia (bandiera) | A     | R. Martignoni |
|    | Italia (bandiera) | A     | L. Monetti    |
|    | Italia (bandiera) | P     | P. Pesca      |
|    | Italia (bandiera) | C     | D. Rampoldi   |
|    | Italia (bandiera) | A     | P. Rossi      |